# Strozza

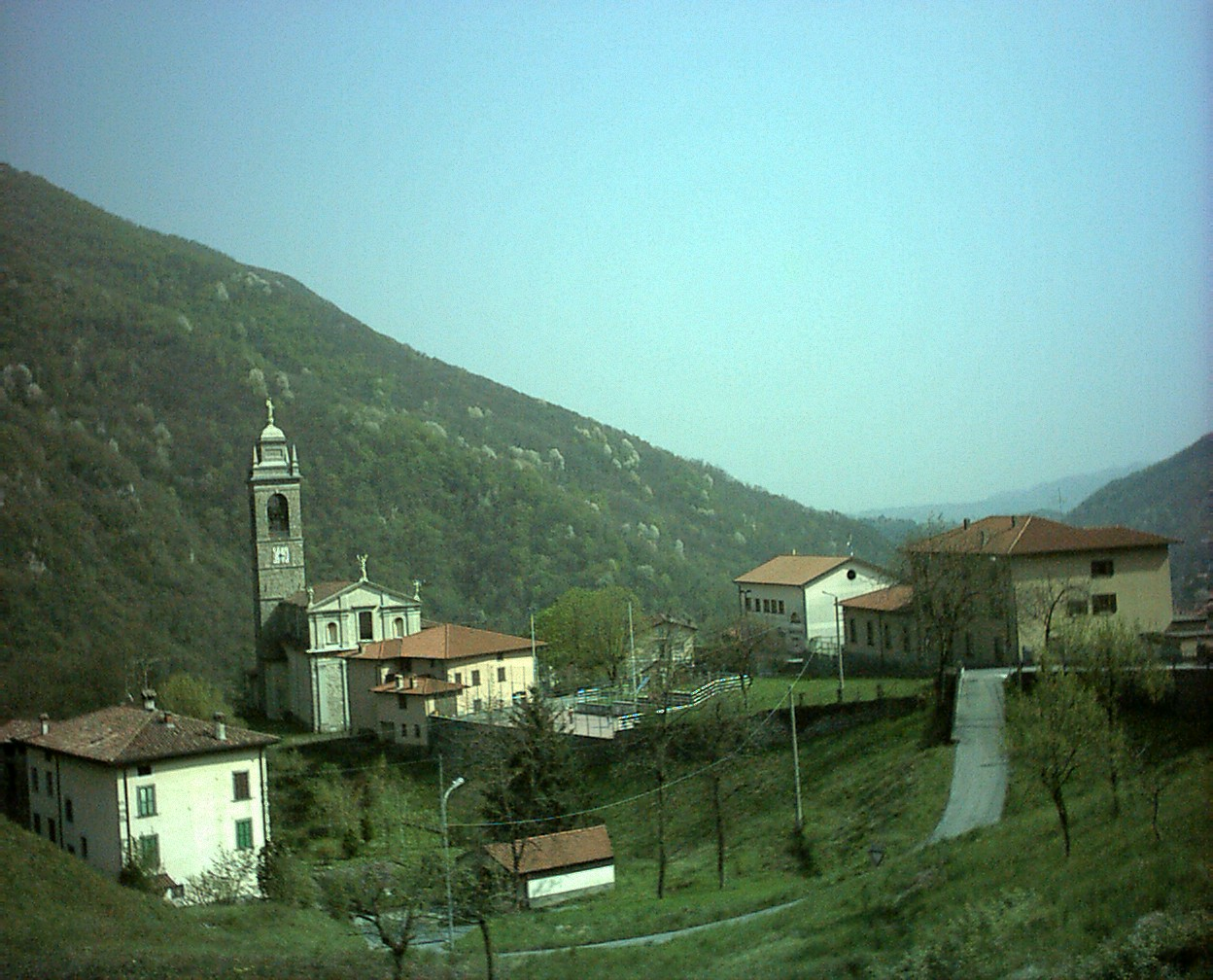
Panorama von Strozza

Strozza ist eine norditalienische Gemeinde (comune) mit 1121 Einwohnern (Stand 31. Dezember 2023) in der Provinz Bergamo in der Lombardei. 
Die Gemeinde liegt östlich des Valle Imagna, etwa 15 Kilometer nordwestlich von Bergamo entfernt.